# São Valério da Natividade
São Valério da Natividade là một đô thị thuộc bang Tocantins, Brasil. Đô thị này có diện tích 2519,572 km², dân số năm 2007 là 4885 người, mật độ 1,94 người/km².